# Estudio trascendental n.º 7

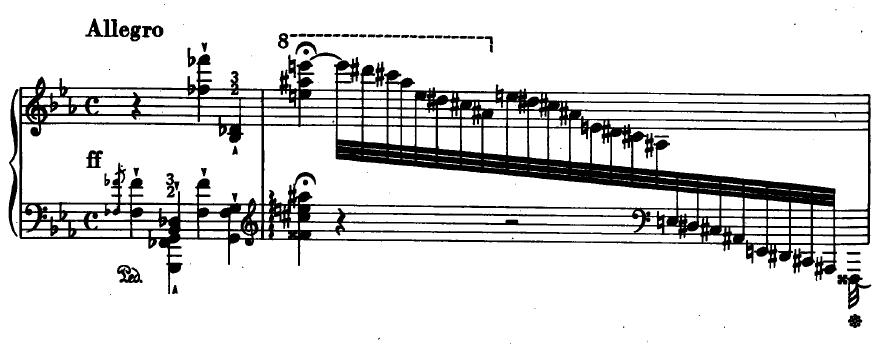
Inicio del Estudio trascendental n.º7, Eroica, con un ejemplo de las rápidas escalas descendentes.

El Estudio trascendental n.º 7, "Eroica", en Mi bemol mayor, es el séptimo de los doce Études d'exécution transcendante, compuestos por Franz Liszt en 1851 a partir de unas revisiones de 1837 de otras piezas compuestas en 1826. 
En este estudio están muy presentes rápidas escalas descendentes, bravura y octavas en la parte final. Como en otras composiciones de Liszt, la pieza comienza con algunas notas agudas y con varias escalas descendentes de gran velocidad de interpretación. Entonces es cuando se presenta el tema principal, heroico. Todo se hace más caótico y finalmente pasa a ser difíciles octavas arpegiadas. El Estudio trascendental n.º 7 llega a su fin con una última reposición del tema principal. 
En comparación con los demás Estudios trascendentales, no es de gran dificultad, aunque sigue siendo inasequible para muchos pianistas no profesionales. Muchos compositores y pianistas, como por ejemplo Leslie Howard o Ferruccio Busoni, consideran que la versión de 1837, anterior a la composición final de 1851, es mejor que esta última. 